# Хюсеїн Гечек
Хюсеїн Гечек (тур. Hüseyin Göçek, *30 листопада 1976, Стамбул) — турецький футбольний арбітр. Арбітр ФІФА з 2008 року.

## Кар'єра
Хюсеїн в юнацькі роки активно займався футболом та баскетболом у молодіжному клубі «Бешікташ».
Судити матчі чемпіонату Туреччини почав у 1996, з 1998 судить матчі третьої ліги, з 2001 другої ліги, а з 2002 першої ліги Туреччини.
З 2004 року обслуговує матчі вищого дивізіону чемпіонату Туреччини. Включений до списку арбітрів ФІФА 1 грудня 2008 року. 
З 2009 року обслуговує матчі між національними збірними.
У 2011 дебютував як головний арбітр матчу в Лізі Європи УЄФА, судив матч між французьким «Ренном» та іспанським «Атлетіко» (Мадрид).
7 травня 2014 судив фінальний матч Кубка Туреччини між «Галатасараєм» та «Ескішехірспор» 1:0.

## Матчі національних збірних
| Дата              | Збірні                       | Рахунок | Турнір               | ЖК | YK · YK · RK | RK |
| ----------------- | ---------------------------- | ------- | -------------------- | -- | ------------ | -- |
| 11 лютого 2009    | Естонія – Казахстан          | 0 – 2   | Товариський матч     | 1  | 0            | 0  |
| 12 жовтня 2010    | Саудівська Аравія – Болгарія | 0 – 2   | Товариський матч     | 2  | 0            | 0  |
| 17 листопада 2010 | Албанія – Північна Македонія | 0 – 0   | Товариський матч     | 0  | 0            | 0  |
| 29 березня 2011   | Румунія – Люксембург         | 3 – 1   | Кваліфікація ЧЄ 2012 | 4  | 0            | 0  |
| 27 травня 2012    | Іран – Албанія               | 0 – 1   | Товариський матч     | 4  | 0            | 0  |
| 11 вересня 2012   | Франція – Білорусь           | 3 – 1   | Кваліфікація ЧС 2014 | 2  | 0            | 0  |
| 14 грудня 2012    | Північна Македонія – Польща  | 1 – 4   | Товариський матч     | 2  | 0            | 0  |
| 6 лютого 2013     | Казахстан – Молдова          | 3 – 1   | Товариський матч     | 0  | 0            | 0  |
| 19 листопада 2013 | Словенія – Канада            | 1 – 0   | Товариський матч     | 6  | 0            | 0  |
| 10 жовтня 2014    | Італія – Азербайджан         | 2 – 1   | Кваліфікація ЧЄ 2016 | 4  | 0            | 0  |
| 14 червня 2015    | Швеція – Чорногорія          | 3 – 1   | Кваліфікація ЧЄ 2016 | 6  | 0            | 0  |
| 9 жовтня 2015     | Словаччина – Білорусь        | 0 – 1   | Кваліфікація ЧЄ 2016 | 7  | 1            | 0  |
| 5 вересня 2016    | Албанія – Північна Македонія | 2 – 1   | Кваліфікація ЧС 2018 | 2  | 0            | 0  |
| 26 березня 2017   | Північна Ірландія — Норвегія | 2 – 0   | Кваліфікація ЧС 2018 | 2  | 0            | 0  |